# Actes d'Union (1707)
Pour les articles homonymes, voir Acte d'Union.
Acte d'Union de 1800

Le drapeau de l'Union (en usage de 1707 à 1800).

Les actes d'Union (en anglais : Acts of Union) de 1707 sont deux lois du Parlement, l'une anglaise, l'autre écossaise, ratifiant le traité d'Union des deux royaumes signé en 1706, entraînant la naissance du Royaume-Uni de Grande-Bretagne.
Ces deux actes parlementaires prennent effet le 1er mai 1707. Les parlements respectifs des deux royaumes (Parlement d'Angleterre et Parlement d'Écosse) sont dissous au profit d'un parlement commun, le Parlement de Grande-Bretagne. La première variante du drapeau du Royaume-Uni a été adoptée comme drapeau du nouvel État unitaire.
De plus, la succession au trône après la reine Anne était définitivement décidée : la maison de Hanovre hériterait, assurant un chef d'État protestant. Néanmoins, les deux Églises d'État distinctes ont conservé leurs différences : les identités distinctes de l'Église d'Angleterre épiscopale et de l'Église d'Écosse presbytérienne sont garanties par les Actes. Les Actes d'Union garantissent également les systèmes distincts du common law (English law) et du droit écossais (Scots law).

## Histoire
Leur somme est incluse dans le traité d'Union en 1707, et constitue une réalisation concrète de l'union entre deux pays, déjà rapprochés en 1603 par l'Union des Couronnes, lorsque le roi Jacques VI d'Écosse devint également Jacques Ier d'Angleterre et d'Irlande.
Ce traité d'Union a été conçu pour éviter une séparation des deux royaumes au décès de la reine Anne (qui surviendra en 1714). Il a été voté par le parlement écossais sous l'impulsion du mouvement des presbytériens. Le presbytérianisme était apparu dès le XVIe siècle en Écosse.
Lors de la révolution de 1688, les Anglais avaient chassé leur roi Jacques II et VII par peur d'un retour à une monarchie catholique, pour le remplacer par son gendre, Guillaume III d'Orange-Nassau, et sa fille, la reine Marie II. Au décès de Guillaume III, en 1702, c'est la reine Anne Ire, deuxième fille de Jacques II, qui monte sur le trône. Malgré 18 grossesses, elle n'arrive pas à avoir d'enfants, et, normalement, c'est son demi-frère, le prétendant Jacques François Stuart, issu du deuxième mariage de Jacques II, qui devrait lui succéder. Mais, comme ce prétendant souhaite rester catholique (comme plus de 50 nobles ayant des liens de parenté étroits avec la reine Anne), il est exclu de la succession au trône d'Angleterre. 
Dans ces conditions, le plus proche héritier était le fils de la princesse-électrice Sophie de Hanovre, une cousine de la reine Anne, qui devient le roi George Ier en 1714. La princesse Sophie était en effet la petite-fille de Jacques Ier et VI par sa mère Élisabeth Stuart. 
La reine Anne avait installé une commission mixte en avril 1706. Le traité d'Union a été obtenu après des tractations et des négociations serrées, notamment financières. L'Écosse devait garder ses propres spécificités en matière de droit, d'enseignement, et de religion. Mais les députés et les lords écossais siégeront désormais au palais de Westminster, siège du Parlement anglais.
L'Écosse de l'époque compte, comme l’Angleterre, deux partis politiques : les Tories (les conservateurs) veulent une monarchie puissante, tandis que les Whigs, les libéraux, sont favorables au Parlement.
Le traité d'Union est entré en vigueur dans chaque royaume avec les actes d'Union de 1707 du Parlement écossais (le 16 janvier 1707) puis du Parlement anglais. Le nouveau Royaume-Uni de Grande-Bretagne (en anglais : United Kingdom of Great Britain) commença le 1er mai 1707.